# Tokelauski jezik
Tokelauski jezik (ISO 639-3: tkl; isto fakaafo, tokelau), polinezijski jezik, jedini i stoimeni član tokelauske podskupine, kojim govori preko 3 300 ljudi, od čega oko polovica u Tokelau na atolima Nukunonu, Fakaofo i Atafu, a ostali u Američkoj Samoi, Novom Zelandu i SAD-u.
Postoje dijalektalne razlike na pojedinim atolima. Uči se u osnovnim školama, a većina pripadnika etničke grupe (Tokelauci) govore i engleskim [eng]
.

## Vanjske poveznice
- Ethnologue (14th)
- Ethnologue (15th)